# Phong Shading

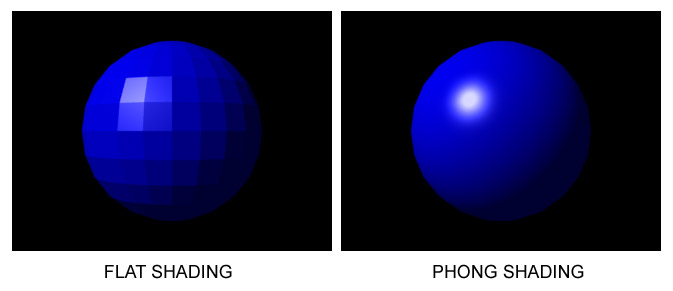
Ein Polyeder mit Phong Shading (rechts)

Phong Shading ist ein Verfahren aus der 3D-Computergrafik, um Polygon-Flächen mit Farbschattierungen zu versehen. Benannt wurde es nach seinem Entwickler Bùi Tường Phong, der es erstmals 1975 vorstellte.
Beim Phong Shading werden an den Eckpunkten (Vertices) eines Polygons die Normalen berechnet und dann wird beim Einfärben eines Bildpixels zwischen den Eckpunktnormalen eine neue Normale interpoliert, mit welcher das zugrundeliegende Beleuchtungsmodell ausgewertet werden kann. Die Ergebnisse des Phong Shadings sind qualitativ besser als die des Gouraud Shading, allerdings sind die mathematischen Berechnungen aufwändiger, da für jedes Pixel das Beleuchtungsmodell ausgewertet wird. Im Gegensatz dazu wertet das Gouraud-Shading dieses nur an den Eckpunkten aus und interpoliert lediglich den dadurch erhaltenen Farbwert. Durch die vermehrte Interpolation der Normalen erscheinen so facettierte Oberflächen eines dargestellten Objekts sehr weich und nur noch die Silhouette gibt preis, dass es sich um ein grobes Polygon-Mesh handelt.
Das Phong Shading ist nicht zu verwechseln mit dem Phong-Beleuchtungsmodell. Es handelt sich bei letzterem um ein Beleuchtungsmodell und nicht um eine interpolative Schattierungstechnik. Es ist jedoch möglich, beide Techniken zu kombinieren.